# Louise Ringsing
Louise Ringsing (* 20. August 1996 in Næstved) ist eine dänische Fußballspielerin, die aktuell beim dänischen Zweitligisten Næstved BK unter Vertrag steht. Zumeist wird sie als Innen- oder linke Außenverteidigerin eingesetzt.

## Karriere

### Vereine
Ringsing begann ihre sportliche Laufbahn in Karise im Osten der Insel Seeland; als Dreijährige trat sie dem dort ansässigen Karise IK bei. Über die Stationen Strøby AIK, Haslev FC und Solrød FC gelangte sie 2010 in die Jugendabteilung von Brøndby IF. Ende 2011 wechselte sie in die B-Jugend des deutschen Bundesligisten 1. FFC Turbine Potsdam, für die sie in der Saison 2012/13 in der B-Juniorinnen-Bundesliga zum Einsatz kam.
Im Sommer 2013 kehrte zu Brøndby IF zurück und bestritt in der Saison 2013/14 ihre ersten Spiele im Seniorinnenbereich in der 3F Ligaen (heute Gjensidige Kvindeligaen), der höchsten Spielklasse im dänischen Frauenfußball. Am 9. Oktober 2013 kam sie zudem beim 0:0 im Sechzehntelfinale gegen den FC Barcelona zu ihrem ersten Einsatz in der Champions League. Mit Brøndby gewann sie 2015 die dänische Meisterschaft sowie 2014 und 2015 den nationalen Vereinspokal. Zur Spielzeit 2016/17 wechselte sie zum amtierenden dänischen Meister Fortuna Hjørring und erreichte mit dem Team in dieser Saison das Viertelfinale in der Champions League sowie die Vizemeisterschaft in der nationalen Liga.
In der Winterpause der Saison 2017/18 wurde Ringsing von Bayer 04 Leverkusen verpflichtet. Für die Werkself debütierte sie am 11. Februar 2018 beim 6:1-Heimerfolg gegen den VfL Sindelfingen; insgesamt bestritt sie elf Spiele in der Südstaffel der seinerzeit zweigleisigen 2. Bundesliga und erzielte zwei Tore. Obwohl nur Dritter in der Meisterschaft, durfte Leverkusen in die Bundesliga aufsteigen, da dies den davor platzierten Zweitvertretungen von Hoffenheim und Bayern München nicht möglich war. In der nachfolgenden Spielzeit kam sie auf 18 Einsätze in der Bundesliga, in denen sie torlos blieb.
Im Sommer 2019 kehrte sie erneut zu Brøndby IF zurück, schloss sie sich aber bereits im Jahr darauf dem Zweitliga-Aufsteiger RB Leipzig an, für den sie zunächst 16 Einsätze (vier Tore) in der Nordstaffel absolvierte bzw. nachfolgend weitere 41 Spiele (acht Tore) in der dann eingleisigen 2. Bundesliga. Nachdem sie in der Saison 2022/23 mit Leipzig die Zweitligameisterschaft gewonnen hatte, kehrte Ringsing nach Auslaufen ihres Vertrags in ihre Heimat zurück und schloss sich dem dänischen Zweitligisten Næstved BK an; zusätzlich übernahm sie gemeinsam mit ihrem Vater Arne die Leitung der Frauenmannschaft.

### Nationalmannschaft
Ringsing gehörte ab 2011 regelmäßig zum Aufgebot der Juniorinnen-Auswahlen der DBU. Mit der U-16-Nationalmannschaft, für die sie am 4. Juli 2011 im finnischen Jyväskylä gegen Schweden debütierte, nahm sie 2011 und 2012 am Nordic Cup teil. Für die U-17-Auswahl kam sie unter anderem im Rahmen der Qualifikation zu den Europameisterschaften 2012 und 2013 zum Einsatz. Mit der U19 gelang ihr 2015 die Qualifikation für die anstehende Europameisterschaft in Israel; in der dort ausgetragenen Gruppenphase absolvierte sie zwei Einsätze. Für die U-23-Auswahl kam sie im Zeitraum von August 2015 bis September 2017 zu insgesamt drei Länderspielen.

## Erfolge
- Dänischer Meister: 2015 (mit Brøndby IF)
- Dänischer Pokalsieger: 2014 und 2015 (mit Brøndby IF)
- Bundesligaaufsteiger: 2018 (mit Bayer 04 Leverkusen)
- Meister 2. Bundesliga: 2023 (mit RB Leipzig)
- SFV-Pokal-Sieger: 2020 (mit RB Leipzig)